# Леніногорська вулиця (Київ, Подільський район)
Леніного́рська ву́лиця — зникла вулиця, що існувала в Подільському районі міста Києва, місцевість Пуща-Водиця. Пролягала від Курортної до Лісної вулиці.

## Історія
Вулиця виникла на межі XIX–ХХ століть, мала назву Садова. Назву Леніногорська вулиця отримала у 1950-ті роки. З 1977 року вживалася назва Ленінградська. Зникла з картосхем і довідників у 2-й половині 1980-х років. Нині — проїзд без назви між вулицями Миколи Юнкерова та Курортною.